# Dhoom 2
Série
Dhoom
(2004) Dhoom 3
(2013)
Pour plus de détails, voir Fiche technique et Distribution.
Dhoom 2 (धूम 2) est un film indien réalisé par Sanjay Gadhvi, sorti en 2006. Il est la suite de Dhoom (2004) et Dhoom 3 (2013), du même réalisateur. Le film reste dans le top dix sur la liste des plus grosses recettes des films de Bollywood en Inde.

## Synopsis
Le rêve d'Ali (Uday Chopra) est devenu réalité : il est désormais un véritable officier de police. Il exerce ses fonctions auprès de Jay Dixit (Abhishek Bachchan), en tant qu'homme de main. Ensemble, ils traquent le crime à Mumbai - notamment un certain Mister A. (Hrithik Roshan), as de la cambriole d'envergure internationale aux techniques de pointes.
Ce dernier a en effet décidé, après une série de vols brillamment orchestrés autour du monde, de s'en prendre à Mumbai. Seulement, une fois arrivé en Inde, Mister A. tombe sur Sunheri (Aishwarya Rai Bachchan), elle-même cambrioleuse, elle lui propose un partenariat que le séduisant bandit accepte.
De leur côté, Jai et Ali se voient aidés par Shonali Bose (Bipasha Basu), également officier de police, spécialiste de ce mystérieux voleur que personne n'a jamais vu. Commence alors un jeu de cache-cache entre policiers et voleurs.

## Fiche technique
- Titre : Dhoom 2
- Titre original : धूम 2
- Réalisation : Sanjay Gadhvi
- Scénario : Vijay Krishna Acharya
- Production : Aditya Chopra, Yash Chopra et Aashish Singh
- Société de production : Yash Raj Films
- Société de distribution : Yash Raj Films, Netflix, StudioCanal UK et Warner Bros. Pictures
- Musique : Pritam Chakraborty et Salim Merchant
- Photographie : Nirav Shah et Vikas Sivaraman
- Montage : Rameshwar S. Bhagat
- Décors : Vinod Guruji, K.K. Muralidharan et Rachna Rastogi
- Pays d'origine : Inde
- Format : Couleurs - 1,85:1 - Dolby Digital - 35 mm
- Genre : Action, thriller
- Durée : 152 minutes
- Dates de sortie :

 États-Unis : 23 novembre 2006
 Inde : 24 novembre 2006 
 France : 30 novembre 2006
 Royaume-Uni : 17 janvier 2007

## Distribution
- Hrithik Roshan : Aryan Singh / Mr A.
- Aishwarya Rai Bachchan : Sunehri
- Abhishek Bachchan : A.C.P. Jai Dixit
- Bipasha Basu : A.C.P. Sonali Bose / Monali Bose
- Uday Chopra : Ali Akbar Fateh Khan
- Rimi Sen : Sweety J. Dixit

## Autour du film
- C'est la première fois que Aishwarya Rai Bachchan et Hrithik Roshan tournent ensemble. Ils devaient initialement être réunis dans un film de Tanuja Chandra, sans que le projet aboutisse.
- Pour ce deuxième opus de Dhoom, Aditya Chopra a demandé à Aishwarya Rai Bachchan de perdre le poids qu'elle avait pris pour Coup de foudre à Bollywood.
- Le tournage s'est déroulé à Bombay et Rio de Janeiro, ainsi qu'en Namibie. C'est la première fois qu'un film de Bollywood est tourné au Brésil.
- Le rôle de Sonali Bose a d'abord été proposé à Priyanka Chopra.
- La scène du baiser entre Aishwarya Rai et Hrithik Roshan a été portée devant les tribunaux indiens pour obscénité.

## Bande originale
Le film comporte six chansons composées par Pritam :
- Dhoom Again, interprété par Vishal Dadlani et Dominique Cerejo
- Crazy Kiya Re, interprété par Sunidhi Chauhan
- Crazy Remix (Bunty Rajput Remix), interprété par Sunidhi Chauhan
- Touch Me, interprété par Kay Kay et Alisha Chinai
- My Name is Ali, interprété par Sonu Nigam et Bipasha Basu
- Dil Laga Na, interprété par Sukhbir, Soham Chakrabarthy, Jolly Mukherjee, Mahalakshmi Iyer et Suzanne D'Mello (en)

## Distinctions
- Filmfare Awards 2007 :
  - Meilleur acteur (Hrithik Roshan)
- Bollywood Movie Awards :
  - Meilleur acteur (Hrithik Roshan)
  - Meilleur son (Dwarak Warrier)
  - Meilleure chorégraphie (Shiamak Daver pour Dhoom Again)
  - Meilleure photographie (Vikas Sivaraman & Nirav Shah)
- Star Screen Awards :
  - Meilleure chorégraphie (Shiamak Daver pour Dhoom Again)
- Stardust Awards :
  - Star de l'année (Aishwarya Rai Bachchan)
  - Plus jeune réalisateur à succès (Sanjay Gadhvi)
- AIFA Award :
  - Meilleure bande originale (pour Crazy Kiya Re)
- International Indian Film Academy Awards :
  - Star féminine la plus glamour (Aishwarya Rai Bachchan)
  - Star masculine la plus glamour (Hrithik Roshan)